# Gran Zimbabue
Se denomina Gran Zimbabue a los restos de una antigua ciudad del reino de Zimbabue (siglos XIII-XV d. C.) situada sobre la meseta que domina el curso alto del río Sabi, en la actual Zimbabue. Se componía de una ciudad en la parte alta (denominada por los arqueólogos "La Acrópolis") y un vasto recinto de piedra en la parte baja. En el siglo XIV fue la capital del reino bantú de los Shona y su población habría alcanzado los 20 000 habitantes.

## Precedentes

### Reino de Mapungubwe
Mapungubwe, en la provincia de Limpopo de Sudáfrica, en la confluencia de los ríos Limpopo y Shashe, próxima a las fronteras con Zimbabue y Botsuana, fue integrada en la lista del Patrimonio de la Humanidad por la Unesco en 2003 con el nombre de Paisaje cultural de Mapungubwe, por representar los vestigios de un estado que floreció en aquella región entre los siglos IX y XIV, con características semejantes al que dio origen al Gran Zimbabue. Situada en una región de sabana con baobab de gran porte, el conjunto incluye murallas construidas con piedras cortadas de forma regular y superpuestas sin la utilización de cualquier tipo de mortero, y permite distinguir antiguos palacios que parecen haber surgido en varias épocas y una zona residencial circundante. Otros vestigios encontrados permiten probar la existencia de un importante comercio con los países árabes y la India, mostrando que aquel estado se desarrolló gracias a su situación estratégica en el centro de las rutas entre el interior de África austral y el océano Índico. Aparentemente, construido por pueblos bantúes provenientes de África occidental y conocedores de la tecnología del hierro, fueron encontrados en Mapungubwe vestigios de cerámica de una cultura conocida como “Zhizo”, datados en el período entre los años 800 y 1000 de nuestra era. En la misma región, se encontraron instrumentos de piedra y pinturas rupestres que indican la fijación de los pueblos cazadores recolectores, probablemente del grupo khoisan, antes de la llegada de los bantúes. Tal como ocurrió con el Gran Zimbabue, esta enorme ciudad fue abandonada en el siglo XIV, probablemente por motivo de una invasión de la región por pueblos de idioma shona que crearon el Imperio de los Monomotapas. Debido a la enfermedad transmitida por la mosca tsé-tsé y a la malaria, la región solo fue usada esporádicamente como terreno de caza hasta el siglo XX, cuando se descubrieron objetos de oro en las ruinas de Mapungubwe. Esto llevó a una fiebre del oro pero en 1932, la Universidad de Pretoria adquirió una parte del terreno e inició un proyecto arqueológico que llevó al estudio del sitio y finalmente a la creación del Museo de Mapungubwe en aquella universidad.

## El Gran Zimbabue
El Gran Zimbabue es una de las ruinas de una antigua ciudad situada al sur de África. A día de hoy se localiza en las colinas del sudeste de Zimbabue. A mediados del siglo XV, el territorio quedó dividido en dos reinos separados: Torwa y Mwenw-Mutapa, este último fundado por el rey Mutota y al que los europeos conocieron con el nombre de reino de Monomotapa. Era el centro del Imperio de Monomotapa, un reino que basó su economía en el intercambio de oro por telas, que abarca zonas de Zimbabue y Mozambique. Esta civilización llegó a comerciar con otras partes de África a través de puertos como es el de Sofala al sur del Zambeze. A finales del siglo XV, esta civilización desapareció en extrañas circunstancias. Cuando llegaron los portugueses en 1629, el Imperio ya no existía. En el siglo XI, comenzó su construcción hasta el siglo XV. En cuanto a la etimología del nombre, hay tres teorías: el primero, la palabra viene derivada de Dzimba-dza-mabwe traducida del dialecto Karanga de Shona como “grandes casas de piedras”; el segundo, sugiere que Zimbabue es una forma contraria de dzimba-hwe traducida como “casas veneradas” en el dialecto de Zezuru de Shona (casas o tumbas de los jefes) y la tercera, la palabra Zimbabue puede que se refiera a una forma corta de ziimba remabwe o ziimba rebwe, que es un término shona (dialecto: chiKaranga) que significa 'gran casa [construida con bloques de] piedra. El pueblo shona de lengua karanga, se encuentra actualmente viviendo alrededor de la zona del Gran Zimbabue en lo que es la actual provincia de Masvingo y se sabe que han habitado esa región desde la época de la construcción de la antigua ciudad. Es reconocido como Patrimonio de la Humanidad por la Unesco.

### Nombre

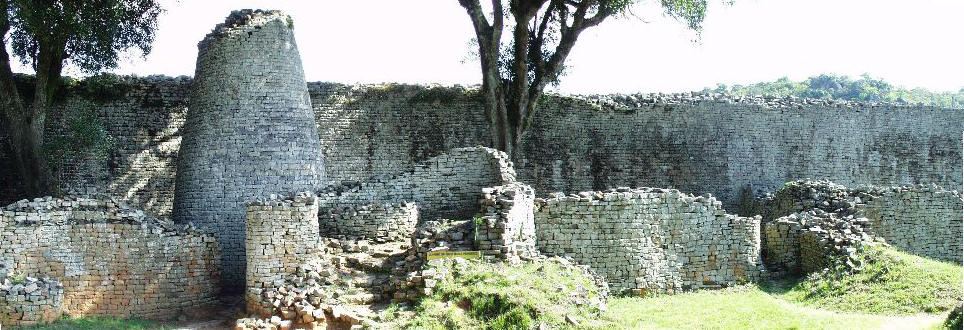
La torre cónica del Gran Recinto de la ciudad Gran Zimbabue

Zimbabwe (Dzi-mba-bwe) es el nombre en shona para estas ruinas, está registrado por primera vez en 1531 cuando Vicente Pegado, capitán de la guarnición portuguesa de Sofala lo documentó. Pegado reportó que "Los nativos del país llaman a estos edificios "Symbaoe", que según su lengua significa 'tribunal'".
El nombre proviene del término shona dzimba 'casas'. Existen dos hipótesis sobre la etimología de este nombre. La primera propone que deriva de Dzimba-dza-mabwe, que traducido del shona sería 'casas grandes de piedra' (dzimba forma plural de imba 'casa'; mabwe, plural de bwe 'piedra'). Una segunda hipótesis es que Zimbabue es una forma contracta de dzimba-hwe, que significa 'casas veneradas' en el dialecto zezuru del shona, y que usualmente se aplica a casas o tumbas de personas de élite.

## Descripción

### Asentamiento

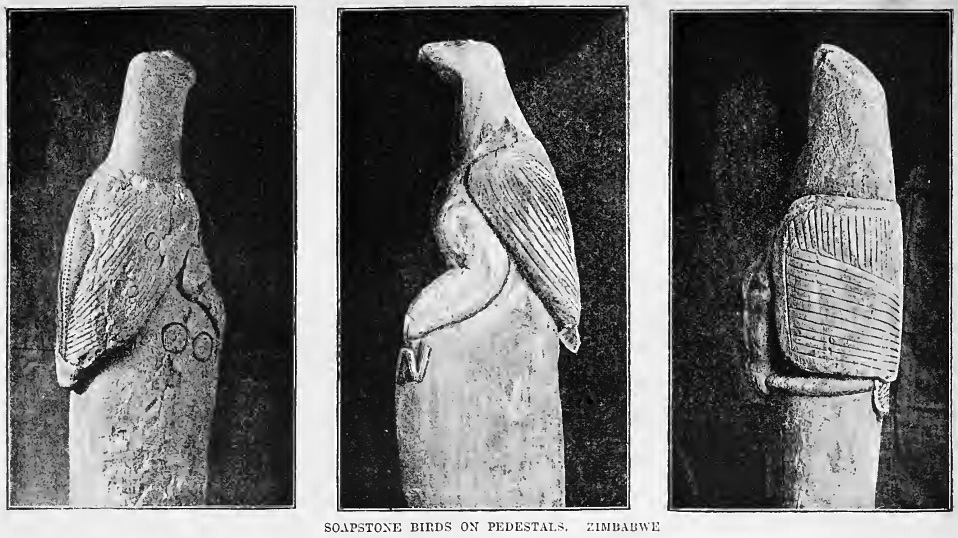
Pájaros de Zimbabue

El Gran Zimbabue es considerado como el santuario nacional del actual Zimbabue, en donde se halló el Pájaro de Zimbabue, el símbolo nacional del país. Actualmente es un lugar arqueológico de gran importancia. En su apogeo, se cree que el Gran Zimbabue albergaba a unos 18 000 habitantes. Las ruinas que han sobrevivido hasta nuestros días están construidas completamente en piedra. Las ruinas cubren un área de 7 km² a lo largo de una zona con un radio de 160 a 320 km. Los distintos tipos de estructuras pétreas que se han encontrado en el sitio arqueológico dan una idea del estatus social al que pertenecía el recinto. Las estructuras más elaboradas probablemente se construyeron para los reyes, las cuales se encontraban más alejadas del centro de la ciudad. Se cree que esto es así con la intención de prevenir en caer en la enfermedad del sueño. La mayoría de las investigaciones creen que fue construida por miembros de la cultura Gokomere, que fueron ancestros de la shona moderna en Zimbabue. El área del Gran Zimbabue fue resuelta en el siglo IV d. C. Entre los siglos IV y VII, las comunidades de las culturas Gokomere o Ziwa cultivaron el valle y extrajeron y trabajaron el hierro, pero no construyeron estructuras de piedra. Estos son los primeros asentamientos de la Edad de Hierro en el área identificada a partir de excavaciones arqueológicas.

### Construcción y crecimiento

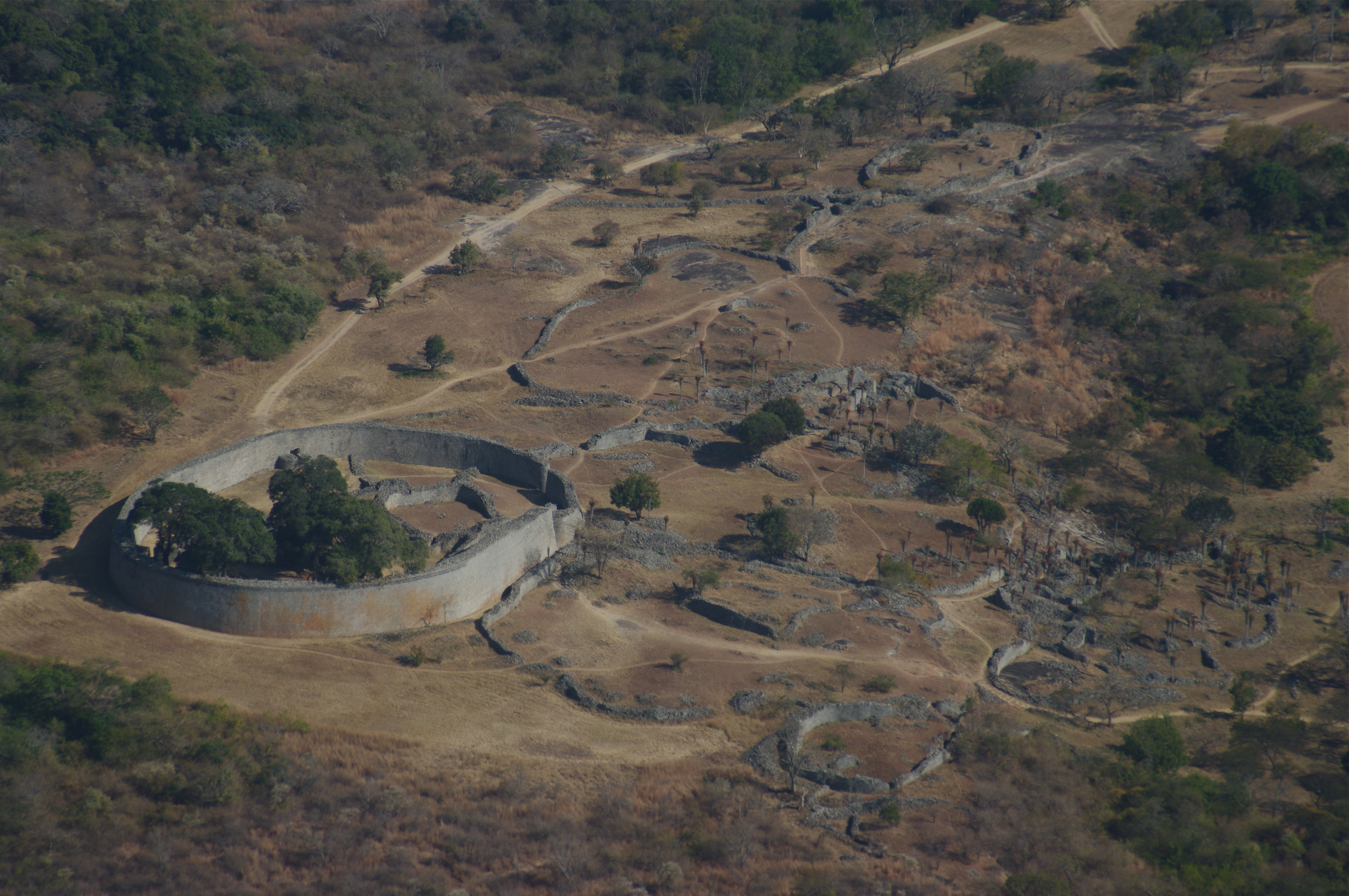
Vista aérea del Gran Recinto y Complejo del Valle, mirando hacia el oeste.

Las ruinas se pueden dividir en tres grupos arquitectónicos distintos. Estos se conocen con los nombres de Conjunto de la Colina (Hill Complex), Conjunto del Valle (Valley Complex) y la famosa Gran Cerca (Great Enclosure) tanto en su interior como en las inmediaciones se han excavado unos tres centenares de estructuras que se corresponde tanto con viviendas modestas como con los restos de lo que fuera el palacio del rey. Esto se ubica relativamente alejado del centro y son unas estructuras mucho más elaboradas y complejas que el resto. Más de 300 estructuras se han localizado hasta el momento en la Gran Cerca. La Acrópolis es un complejo arqueológico construido como palacio de una capital importante, datado mediante carbono 14, en el siglo XIV d. C. Entre sus edificios destaca el palacio real, construcción de enormes dimensiones levantada con piedras y sin cemento, que describió en su diario de viaje el explorador portugués Duarte (1517). Las estructuras de piedra forman recintos amurallados, algunos de más de 10 metro de altura y, por último, llama la atención del complejo arqueológico la Gran Muralla, construida alrededor del siglo XII. Gran parte de la estructura arquitectónica de la muralla se ha ido perdiendo con el paso de los siglos, aunque se cree que contaba con al menos tres puertas adinteladas de acceso. En las formaciones rocosas cercanas a la antigua capital se ven pinturas rupestres que representan escenas de caza de hace más de 35 000 años. Su edificio más formidable, más conocido como el Gran Recinto, tiene paredes tan altas como 11 metro (36 pies) que se extienden aproximadamente 250 metro (820 pies), lo que la convierte en la estructura antigua más grande al sur del desierto del Sahara. David Beach cree que la ciudad y su estado, el Reino de Zimbabue, florecieron de 1200 a 1500, aunque una fecha algo más temprana de su desaparición está implícita en una descripción transmitida a principios de 1500 a João de Barros. Su crecimiento se ha relacionado con la disminución de Mapungubwe desde alrededor de 1300, debido al cambio climático o la mayor disponibilidad de oro en el interior del Gran Zimbabue. Las ruinas que sobreviven están construidas completamente de piedra y abarcan 730 hectáreas.

### Características de las ruinas

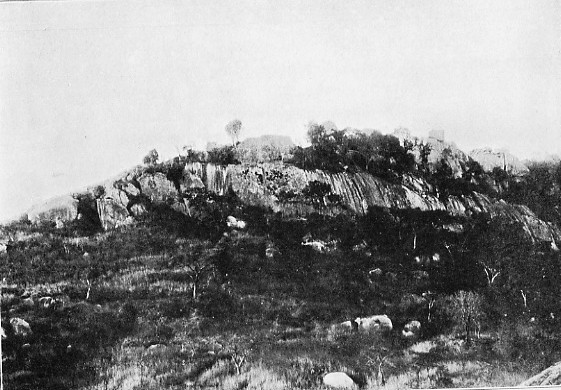
Acrópolis del Gran Zimbabue.

En la Acrópolis se levanta una Torre Cónica de 5,5 metros de diámetro y 9 metros de altura que se construyó entre las dos paredes, el Edificio Elíptico y la Muralla que rodea toda esta zona. Estos edificios y murallas no tuvieron una función defensiva, sino que se trataba de un lugar que era la sede del poder de este imperio comercial que aprovechaba el curso del río Zambeze para llegar hasta el océano Índico. Las características notables del Complejo de Colinas incluyen el Encierro del Este, en el cual se cree que estaban las Aves de Zimbabue, un encierro de alto balcón con vistas al Recinto del Este y una enorme roca en una forma similar a la del Pájaro de Zimbabue. El gran recinto está compuesto por una pared interior, que rodea una serie de estructuras y una pared exterior más joven. El Complejo del Valle se divide en las Ruinas del Valle Superior e Inferior, con diferentes períodos de ocupación. Existen diferentes interpretaciones arqueológicas de estas agrupaciones. Se ha sugerido que los complejos representan el trabajo de reyes sucesivos: algunos de los nuevos gobernantes fundaron una nueva residencia. El foco de poder se trasladó desde el Complejo Hill en el siglo XII, al Gran Recinto, el Valle Superior y, finalmente, el Valle Inferior a principios del siglo XVI. La interpretación alternativa "estructuralista" sostiene que los diferentes complejos tenían diferentes funciones: el Complejo Hill como un templo, el complejo Valley es para los ciudadanos y el Rey utilizó el Gran Recinto. A lo largo de la ciudad discurren dos senderos principales que permiten recorrerla al completo. En el centro hay una ermita de adoración construida en piedra.

### Artefactos

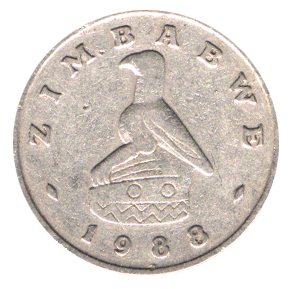
Moneda con el pájaro de Zimbabue.

Los objetos más importantes recuperados del Monumento son los ocho pájaros de Zimbabue, que representan al águila bateleur, un buen presagio, espíritu protector y mensajero de los dioses en la cultura shona. Estos fueron tallados en un esquisto micáceo (piedra de jabón) en la parte superior de los monolitos de la altura de una persona. Las ranuras en una plataforma en el Recinto Oriental del Complejo de Colinas parecen diseñadas para mantener los monolitos con las aves de Zimbabue, pero como no se encontraron in situ, no se puede determinar qué monolito y qué aves estaban donde. Otros artefactos incluyen estatuillas de esteatita (una de las cuales se encuentra en el Museo Británico), cerámica, gongs de hierro, marfil elaboradamente trabajado, alambre de hierro y cobre, azadas de hierro, puntas de lanza de bronce, lingotes y crisoles de cobre, y cuentas de oro, pulseras, colgantes y fundas. También se encontraron perlas de vidrio y porcelana de China y Persia entre otros artefactos extranjeros, que atestiguan los vínculos comerciales internacionales del Reino.

### Relaciones comerciales
La evidencia arqueológica sugiere que Gran Zimbabue se convirtió en un centro de comercio, con artefactos que sugieren que la ciudad formaba parte de una red comercial vinculada a Kilwa y que se extendía hasta China. Las monedas de cobre encontradas en Kilwa Kisiwani parecen ser del mismo mineral puro encontrado en la costa de Suajili.Este comercio internacional fue principalmente de oro y marfil; algunas estimaciones indican que se extrajeron más de 20 millones de onzas de oro del suelo. Que el comercio internacional era adicional al comercio agrícola local, en el cual el ganado era especialmente importante. El gran rebaño de ganado que abastecía a la ciudad se movía por temporadas y era manejado por la corte. En Zimbabue se han excavado fragmentos de cerámica china, monedas de Arabia, cuentas de vidrio y otros artículos no locales. A pesar de estos fuertes vínculos comerciales internacionales, no hay evidencia que sugiera el intercambio de conceptos arquitectónicos entre el Gran Zimbabue y centros como Kilwa.

### Declive
Las causas del declive y el abandono final del sitio alrededor de 1450 se han sugerido debido a un declive en el comercio en comparación con los sitios más al norte, el agotamiento de las minas de oro, la inestabilidad política, el hambre y la escasez de agua. El Estado de Mutapa surgió en el siglo XV a partir de la expansión hacia el norte de la gran tradición de Zimbabue,fue fundada por Nyatsimba Mutota
de Gran Zimbabue después de que fue enviado a buscar nuevas fuentes de sal en el norte (esto apoya la creencia de que el declive del Gran Zimbabue se debió a la escasez de recursos). El Gran Zimbabue es anterior a las culturas Khami y Nyanga.

## Origen de las ruinas e historial de investigación
Los comerciantes portugueses escucharon sobre los restos de la antigua ciudad a principios del siglo XVI, y sobreviven los registros de entrevistas y notas hechas por algunos de ellos, vinculando a Gran Zimbabue con la producción de oro y con el comercio a larga distancia. Dos de esas cuentas mencionan una inscripción sobre la entrada al Gran Zimbabue, escrita en caracteres desconocidos por los comerciantes árabes que la habían visto.
En 1506, el explorador Diogo de Alcáçova describió los edificios en una carta al entonces rey de Portugal, escribiendo que formaban parte del reino más grande de Ucalanga (presumiblemente Karanga, un dialecto del pueblo shona que se habla principalmente en las provincias de Masvingo y Midlands de Zimbabue).
La primera visita europea pudo haber sido realizada por el viajero portugués António Fernandes en 1513- 1515, quien cruzó dos veces e informó detalladamente la región de la actual Zimbabue (incluidos los reinos shona) y también los centros fortificados de piedra sin mortero. Sin embargo, al pasar en ruta unos pocos kilómetros al norte y unos 56 km (35 millas) al sur del sitio, no hizo referencia al Gran Zimbabue.
En 1531, Vicente Pegado, capitán del escuadrón portugués de Sofala desde 1531 a 1538, describió el Gran Zimbabue de la siguiente manera:

Entre las minas de oro de las planicies del interior entre los ríos Limpopo y Zambeze hay una fortaleza construida a base de piedras de un enorme tamaño, y parece no haber argamasa uniéndolas... Este edificio está casi rodeado por colinas, sobre las que hay otros parecidos, con el mismo tipo de piedra y sin argamasa, y uno de ellos es una torre más alta de 12 brazas. Los nativos del país llaman a estos edificios Symbaoe, lo que de acuerdo con su idioma significa "palacio".

João de Barros dejó otra descripción del Gran Zimbabue en 1538, como le contaron los comerciantes moros que habían visitado el área y poseían conocimiento del interior. Indica que los edificios eran conocidos localmente como Symbaoe, que significaba "corte real" en lengua vernácula. En cuanto a la identidad real de los constructores de Gran Zimbabue, de Barros escribe:

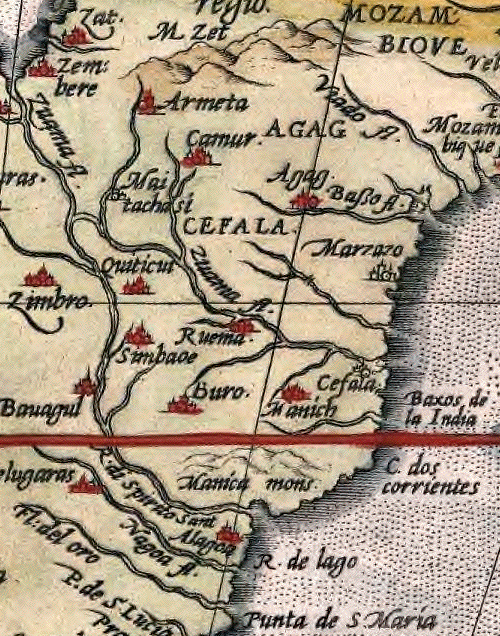
Mapa de Abraham Ortelius en 1570, Africae Tabula Nova, "Simbaoe"

“Cuándo y por quién, se levantaron estos edificios, ya que la gente de la tierra desconoce el arte de escribir, no hay registro, pero dicen que son la obra del diablo, porque en comparación con su poder y conocimiento sí lo hacen. No les parece posible que sean obra del hombre.”

### Primeros descubrimientos
Las ruinas fueron redescubiertas durante un viaje de caza en 1867 por Adam Render, un cazador, explorador y comerciante germano-estadounidense en el sur de África, mostró en 1871 las ruinas a Karl Mauch, un explorador y geógrafo alemán de África.
Karl Mauch registró las ruinas el 3 de septiembre de 1871, e inmediatamente especuló sobre una posible asociación bíblica con el rey Salomón y la reina de Saba, una explicación que habían sugerido escritores anteriores como el portugués João dos Santos. Mauch fue tan lejos como para idear una leyenda según la cual las estructuras fueron construidas para replicar el palacio de la Reina de Saba en Jerusalén, y reclamaron un dintel de madera en el lugar donde debe estar el cedro libanés, traídos por los fenicios. 
La leyenda de Saba, promovida por Mauch, llegó a ser tan generalizada en la comunidad de colonos blancos que hizo que el último erudito J. Theodore Bent dijera:
Los nombres del rey Salomón y la reina de Saba están en boca de todos, y se nos han vuelto tan desagradables que nunca esperamos volver a escucharlos sin un estremecimiento involuntario. Bent, cuya experiencia arqueológica se había circunscrito a Grecia y Asia Menor, declaró en su libro The Ruined Cities of Mashonaland publicado en 1891 que las ruinas mostraban que los constructores habían sido, bien los fenicios, o bien los árabes. Por otra parte, Mauch favoreció la leyenda que afirmaba que los edificios fueron construidos como una réplica del palacio de la reina de Saba en Jerusalén.

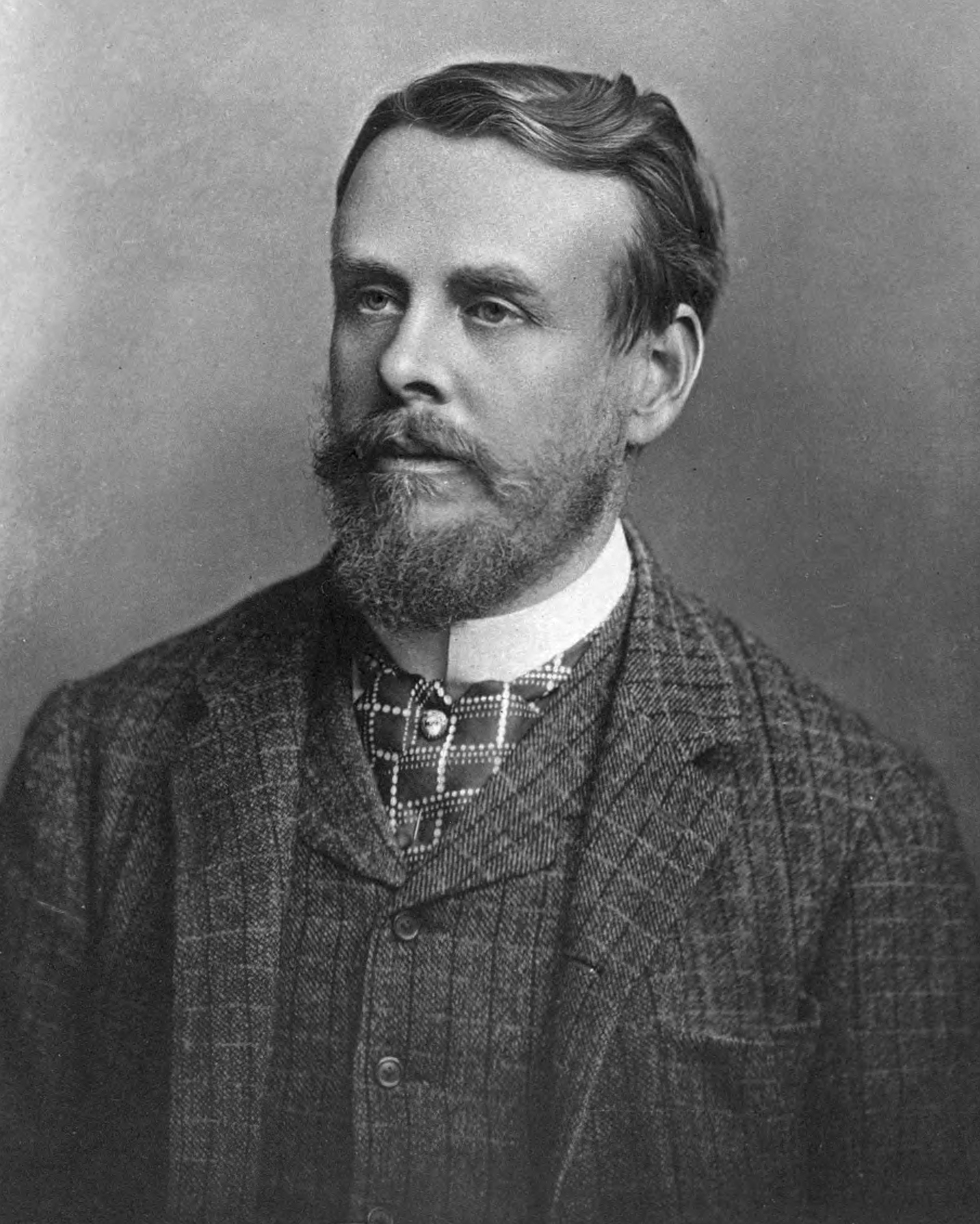
James Theodore Bent

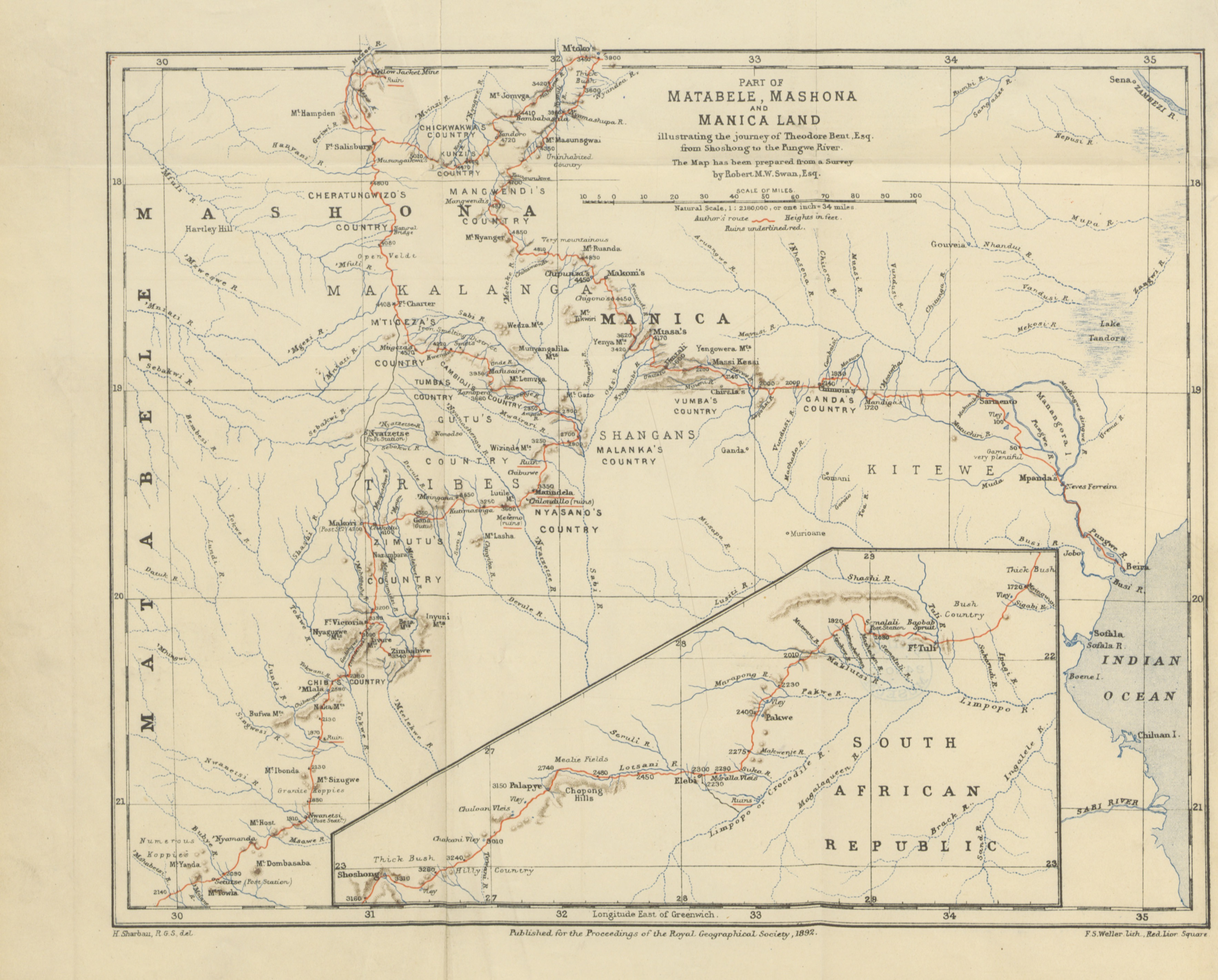
Las ruinas de la ciudad de Mashonalan

J. Theodore Bent estuvo un tiempo en Zimbabue con el patrocinio de Cecil Rhodes y la financiación de la Royal Geographical Society y la Asociación Británica para el Avance de la Ciencia. Esta y otras excavaciones realizadas para Rhodes dieron como resultado la publicación de un libro en el que presentó las ruinas a los lectores ingleses. Bent no tenía formación arqueológica, pero había viajado mucho por Arabia, Grecia y Asia Menor. Además, fue ayudado por el experto cartógrafo y agrimensor EWM Swan, quien también visitó y examinó una gran cantidad de ruinas de piedra relacionadas, por los alrededores. En la primera edición de su libro The Ruined Cities of Mashonaland (1892), Bent declaró que los restos arqueológicos revelaban a los fenicios o a los árabes como sus constructores, y mostró la posibilidad de que la fortaleza tuviera una gran antigüedad. Si bien, en la tercera edición de 1902 fue todavía más específico, ya que en la primera teoría solo mostró la ciudad africana como una ciudad cliente del comercio fenicio o árabe.

### Inicio de la investigación
Carl Peters recogió un ushabti de cerámica en 1903. Flinders Petrie lo examinó e identificó un cartucho en su cofre como perteneciente a la XVIII Dinastía Faraón egipcio Tutmosis III y sugirió que era una estatuilla del rey y lo citó como prueba de los lazos comerciales entre los gobernantes. en la zona y los antiguos egipcios durante el Nuevo Reino (c. 1550 a. C.-1077 a. C.), si no una reliquia de una antigua estación egipcia cerca de las minas de oro locales. Johann Heinrich Schäfer más tarde evaluó la estatuilla y argumentó que pertenecía a un conocido grupo de falsificaciones. Después de haber recibido el ushabti, Felix von Luschan, sugirió que era de origen más reciente que el Nuevo Reino. Afirmó que, en cambio, la figura aparecía hasta la fecha de la era posterior de Ptolemaico (c. 323 a. C.- 30 a. C.), cuando los comerciantes griegos con base en Alejandría exportaban antigüedades egipcias y pseudoantigüedades al sur de África.

### Evolución de la investigación

#### Primeras excavaciones arqueológicas

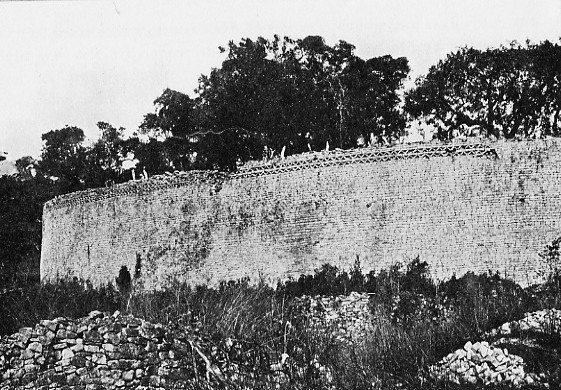
Exterior del muro de la Gran Cerca. Fotografía tomada por David Randall-MacIver en 1906.

Las primeras excavaciones arqueológicas científicas en el sitio fueron emprendidas por David Randall-MacIver para la Asociación Británica en
1905–1906, él escribió sobre la historia medieval de Rodesia, en el que habla sobre la existencia en el sitio de objetos que eran de origen bantú. Más importante aún, sugirió una fecha totalmente medieval para las fortificaciones amuralladas y el templo. Esta reclamación no se aceptó de inmediato, en parte debido al período de excavación relativamente corto y no protegido que pudo realizar.
A mediados de 1929, Gertrude Caton Thompson concluyó, después de una visita de doce días de un equipo de tres personas y la excavación de varias trincheras, que el sitio fue creado por el pueblo bantú. Primero había hundido tres pozos de prueba en lo que habían sido montones de desperdicios en las terrazas superiores del complejo de la colina, produciendo una mezcla de cerámica destacada y herrería. Luego se trasladó a la Torre Cónica y trató de cavar debajo de la torre, argumentando que el suelo no se vería afectado, pero no se reveló nada. Luego se colocaron algunas trincheras de prueba fuera del Gran Recinto inferior y en las Ruinas del Valle, que desenterraron herrajes domésticos, cuentas de vidrio y un brazalete de oro.
Caton Thompson anunció inmediatamente su teoría de origen bantú en una reunión de la Asociación Británica en Johannesburgo. El examen de toda la evidencia existente, recopilada de cada trimestre, todavía puede producir ni un solo elemento que no esté de acuerdo con el reclamo de origen bantú y fecha medieval.
La afirmación de Caton-Thompson no fue favorecida de inmediato, aunque tuvo un fuerte apoyo entre algunos arqueólogos científicos debido a sus métodos modernos. Su contribución más importante fue ayudar a confirmar la teoría de un origen medieval para el trabajo de albañilería de los siglos XIV-XV. Para 1931 había modificado un poco su teoría bantú, permitiendo una posible influencia árabe para las torres a través de la imitación de edificios o arte visto en las ciudades comerciales de la costa de Arabia.

#### Investigación después de 1945
Desde la década de 1950, ha habido consenso entre los arqueólogos en cuanto a los orígenes africanos de Gran Zimbabue. Los artefactos y la datación por radio carbono indican asentamientos desde el siglo V, aunque con asentamientos continuos en el Gran Zimbabue entre los siglos XII y XV. La mayor parte de los hallazgos pertenecen al siglo XV. La evidencia de radio carbono es de un conjunto de 28 mediciones, para las cuales todas menos las cuatro primeras, desde los primeros días del uso de ese método y que ahora se consideran inexactas, respaldan la cronología de los siglos XII a XV.
En la década de 1970, un rayo produjo algunas de las fechas anómalas que en 1952 se habían datado, por ello, se volvió a analizar y dio una fecha del siglo XIV. Los hallazgos fechados como artefactos chinos, persas y sirios también apoyan las fechas de los siglos XII y XV.

#### Investigación reciente
El trabajo arqueológico más reciente en el Gran Zimbabue ha sido realizado por Peter Garlake, quién ha producido las descripciones completas del sitio. Por otro lado, tenemos que David Beach y Thomas Huffman quienes han trabajado en la cronología y en el desarrollo del asentamiento. En cambio, por último tenemos que Gilbert Pwiti, ha publicado numerosos artículos sobre vínculos comerciales.
En la actualidad, el consenso más reciente parece atribuir la construcción del Gran Zimbabue al pueblo étnico de Shona, aunque hay algunas evidencias que también sugieren una influencia temprana de los pueblos que probablemente hablan venda de Mapungubwe.

##### Gokomere
Los arqueólogos generalmente están de acuerdo en que los constructores probablemente hablaron una de las lenguas shona, basándose en la evidencia de la cerámica, tradiciones orales y antropología, por ello, se cree que fueron descendientes de la cultura Gokomere. Dicha cultura, está compuesta por un subgrupo bantú del este, existía en el área desde alrededor del 200 d. C. y floreció desde el 500 d. C. hasta alrededor del 800 d. C. La evidencia arqueológica indica que constituye una fase temprana de la gran cultura de Zimbabue. La cultura Gokomere probablemente dio origen a los dos pueblos mashona, un grupo étnico que comprende distintos subgrupos étnicos, como el clan karanga local y la cultura rozwi, que se originó como varios Estados shona. Los grupos descendientes de gokómeros, como la Shona, probablemente contribuyeron con el componente africano de la ascendencia de los lembas. Los pueblos gokómeros probablemente también se relacionaron con ciertos grupos bantúes tempranos cercanos, como la civilización Mapungubwe del vecino sudeste de África del Sur, que se cree que fue una cultura primitiva de habla venda, y con el cercano Soth.

##### Lemba
La construcción de Gran Zimbabue también es reclamada por el Lemba. Los miembros de este grupo étnico hablan los idiomas bantú que hablan sus vecinos geográficos y se parecen a ellos físicamente, pero tienen algunas prácticas y creencias religiosas similares a las del judaísmo y el islamismo, que según dicen fueron transmitidas por la tradición oral. Tienen una tradición de ascendencia antigua judía o del sur de Arabia a través de su línea masculina. Los análisis genéticos de ADN-Y en la década de 2000, establecieron un origen parcialmente en Medio Oriente para una parte de la población masculina de Lemba. Una investigación más reciente sostiene que los estudios de ADN no apoyan las afirmaciones de una herencia genética específicamente judía.
El reclamo de Lemba también fue informado por William Bolts (en 1777, a las autoridades austriacas de Habsburgo), y por un AA Anderson (escribiendo sobre sus viajes al norte del río Limpopo en el siglo XIX). A ambos exploradores se les dijo que los edificios de piedra y las minas de oro fueron construidos por un pueblo conocido como BaLemba.

## Situación actual
El daño a las ruinas ha ocurrido a lo largo del siglo pasado. La eliminación de oro y artefactos en excavaciones de aficionados por parte de los antiguos anticuarios coloniales causó daños generalizados, en particular excavaciones por Richard Nicklin Hall. El daño más extenso fue causado por la extracción de oro de algunas de las ruinas. Los intentos de reconstrucción desde 1980 causaron más daños, lo que llevó a la alienación de las comunidades locales del sitio.

Escudo de Zimbabue con el Pájaro de Zimbabue y una representación del Gran Zimbabue.

### Significado político actual deZimbabue
Para los grupos negros anticolonialistas, el Gran Zimbabue representó un símbolo importante de los logros africanos. Reivindicar la propia historia fue uno de los principales objetivos de quienes luchaban por la independencia. Ya en 1979, el gobierno de Zimbabue Rodesia incluyó por primera vez una representación del Pájaro de Zimbabue en la bandera nacional. En 1980, el nuevo país independiente fue rebautizado en honor a este legado, y su famoso pájaro se convirtió en símbolo nacional, incluyéndose en la nueva bandera.
A pesar de las evidencias, la línea oficial seguida por los gobiernos coloniales de Rodesia tras el redescubrimiento de la ciudad en 1867 por
Adam Renders, iba encaminada a negar la autoría de todos los restos por parte de africanos nativos y atribuir los mismos a hipotéticos visitantes de raza blanca.

El pájaro de Zimbabue, representado en la bandera de Zimbabue.

### Proyecto de Salvaguardia
La Universidad de Tecnología de Chinhoyi tiene como proyecto mediante la colaboración de la UNESCO realizar un inventario completo sobre las tradiciones orales, las expresiones, el conocimiento local y las prácticas de las comunidades del distrito al noreste de Zimbabue. Todo este trabajo busca conservar la riqueza del patrimonio de la región mediante un inventario con el cual se intenta recuperar su interés ante la preocupación de la pérdida de conocimiento a lo largo de los años sobre las prácticas tradicionales. El proyecto realizado en distrito de Korekore perteneciente al noroeste de Zimbabue en Hurungwe, se ha aprobado en el año 2018 y su implantación se realizará a partir de julio de 2019 con un presupuesto de 93 243 USD. El resultado final conllevará a un Plan de Acción donde se podrá valorar y continuar con los logros alcanzados, contribuyendo a salvaguardar el patrimonio mediante actividades donde interviene comunidad, estudiantes y especialistas en el tema.